# Сангтуда — Пули-Хумри (ЛЭП)
ЛЭП «Сангтуда — Пули-Хумри» — линия электропередачи 220 кВ, по которой электроэнергия из Таджикистана подаётся в Афганистан.

## Ход строительства
Строительство было начато в 2009 году по предоставленному льготному кредиту Азиатского банка развития в размере 21,5 млн долл. для Таджикистана и 35 млн долл. для Афганистана). 
Совместный афганско-таджикский проект ЛЭП протяжённостью 120 км начали осуществлять индийские компании KEC International и RPG Transmission, ставшие победителями международного тендера и подрядчиками. Общая стоимость проекта, финансируемого Азиатским банком развития, Исламским банком развития, Фондом ОПЕК и правительством Таджикистана, оценивается в 109,5 млн долл. Протяжённость ЛЭП от Сангтудинской подстанции до афганской границы составит около 100 км. 
27 октября 2011 года в Таджикистане состоялась официальная церемония запуска линии электропередачи 220 кВ «Сангтуда — Пули-Хумри», которая позволит экспортировать таджикскую электроэнергию в северные провинции Афганистана.
Сдача этого крупного регионального проекта даст возможность в летний период экспортировать электроэнергию из Таджикистана в Афганистан и будет способствовать снижению потерь электроэнергии на территории Таджикистана.

## Краткая характеристика ЛЭП
Протяжённость таджикского участка ЛЭП 220 кВт «Сангтуда — Пули-Хумри» составляет 118 км по территории Таджикистана и 163 км по афганской территории. Она связывает Сангтудинскую ГЭС-2 в Хатлонской области на юге Таджикистана, входящую в Вахшский каскад ГЭС, и Пули-Хумри (дари پل خمری) — город на севере Афганистана, центр провинции Баглан. Главными промышленными объектами Пули-Хумри являются гидроэлектростанция, построенная с помощью СССР, и цементный завод, возведённый при содействии ЧССР.
Согласно договорённостям между таджикским и афганским правительствами, с 2010 года Афганистан ежегодно будет закупать в Таджикистане до 300 МВт электроэнергии, избыток которой у северного соседа в летний период составляет более 2 млрд кВт·ч.
ЛЭП 220 кВ «Сангтуда — Пули-Хумри» является одним из проектов, который был практически реализован согласно совместным экономическим проектам Таджикистана с зарубежными кредитными организациями.

## Планы
Планируется, что в будущем ЛЭП 220 кВ Сангтуда — Пули-Хумри будет подсоединена к энергосистемам Туркмении с целью создания отдельного энергетического кольца. По данным Министерства энергетики и промышленности Таджикистана, в будущем планируется строительство двух ЛЭП 500 кВ из Таджикистана в Пакистан и Иран через территорию Афганистана.